# Die Freundin der Tochter
Die Freundin der Tochter ist ein deutsches Drama von Josh Broecker aus dem Jahr 2009.

## Handlung
Hannah und Paul führen nach außen hin eine Bilderbuchehe. Doch Paul hat sich in eine 24-Jährige verliebt, mit der er ein Verhältnis hat. Hannas Tochter, die 20-jährige Pia, pflegt eine gute Beziehung zu ihrer Mutter. Sie kann mit ihr über alles sprechen, auch über die „große Liebe“, die sie in ihrem neuen Freund Erik gefunden hat. Sie erzählt ihrer Mutter, dass ihre Mitbewohnerin Charlotte ein Verhältnis mit einem verheirateten Mann eingegangen ist. Hannah erkennt zunächst noch keine Verbindung zwischen Charlotte und Paul, denn ihr Mann steht beruflich unter großem Stress und gibt an, viel arbeiten zu müssen. Entsprechend spät kommt er nach Hause. Als er zu einem Kongress muss, kommt es zwischen dem Ehepaar zu einem Streit, da Paul nicht möchte, dass Hannah ihn begleitet. Hannah erkennt, dass Paul sie betrügt.
Pia, die von dieser Situation nichts mitbekommt, berichtet ihrer Mutter, dass Charlotte die Schwedische Sprache erlernen will. Hannah will ihre Ehe nach über 20 Jahren nicht kampflos aufgeben und meldet sich ebenfalls zu diesem Kurs an. Sie trifft wie erwartet auf Charlotte, stellt sich ihr gegenüber als Laura vor und freundet sich mit ihr an.
Paul ist verwundert, dass auch seine Frau nun schwedisch lernen möchte und wird langsam nervös. Dennoch reist er zu dem Kongress und lässt Hannah in ihrem Schmerz zurück. In einem Telefonat erkennt Hannah nun endgültig, dass Paul sie mit Charlotte betrügt und geht von nun an nicht mehr ans Telefon. Als Paul von der vermeintlich anstrengenden Dienstreise zurückkehrt, macht sie ihm keine Szene, sondern mimt die besorgte Ehefrau, die ihn bemitleidet. Sie macht ihm deutlich, dass er ebenfalls wie sie langsam alt wird. Währenddessen vertieft Hannah die Freundschaft zu Charlotte. Sie sieht in der älteren Frau eine erfahrene Freundin und vertraut sich ihr an. Gemeinsam gehen sie einkaufen; Hannah berät sie in Stil- und Verhaltensfragen, wie sie „ihren“ Liebhaber vermeintlich stärker an sich binden kann. Dazu schenkt Hannah ihr beispielsweise Karten für die Oper, die ursprünglich für Paul gedacht waren. Der hatte aber erneut unter einem Vorwand abgesagt, um die Zeit mit Charlotte zu verbringen. An ihrem 24. Hochzeitstag ist Paul erneut mit Charlotte verabredet. Hannah zeigt Charlotte, wie man ein schmackhaftes Gericht zubereitet, mit dem Charlotte Paul überraschen will. Als Paul spät abends nach Hause kommt, wird er von Hannah an ihren gemeinsamen Hochzeitstag erinnert. Sie verzeiht ihm erneut und führt ihn ins Wohnzimmer, wo ebenfalls sein Lieblingsessen auf dem Tisch steht. Paul will sich nichts anmerken lassen und isst erneut eine große Portion, dazu konsumiert er wie schon bei Charlotte reichlich Alkohol. Die Strategie von Hannah geht langsam auf. Paul erkennt, dass er inzwischen gemeinsam mit Hannah alt geworden ist. Er vermisst die Zweisamkeit in seinen ruhigen „vier Wänden“ mit seiner gleichaltrigen Frau. Zum Eklat kommt es, als Pia in ihrer Wohnung einen Schal findet, der eindeutig von ihrem Vater stammt. Sie läuft weg und ist zunächst nicht erreichbar. Hannah und Erik suchen verzweifelt nach ihr, können sie aber nicht finden. Sie gelangen zu einem kleinen Boot und hoffen, dort Pia anzutreffen. Doch auch hier können die beiden sie nicht finden. Sie tauschen sich über das Alter aus und erkennen viele Gemeinsamkeiten. Hannah ist überrascht, dass ihre Tochter einen aufgeschlossenen jungen Mann kennengelernt hat, der mit beiden Beinen auf dem Boden steht. Pia hat inzwischen ihren Vater erreicht. Sie macht ihm große Vorwürfe, dass er ihre Mutter mit ihrer Mitbewohnerin betrogen hat. Paul erkennt, dass er kurz davor steht, alle Personen zu verlieren, die ihm etwas bedeuten. Er kehrt in die gemeinsame Wohnung zurück und hofft, dass Hannah nach Hause kommt. Diese trifft wiederum auf Pia und macht ihr klar, dass sie seit langer Zeit von der Beziehung wusste. Sie rät ihrer Tochter, mit Charlotte zu sprechen und sich mit ihr zu versöhnen. Anschließend fährt auch sie nach Hause und versöhnt sich mit Paul.

## Drehort
Der Film wurde in Berlin und Umgebung gedreht.
Die Erstaufführung erfolgte am 15. Mai 2009 auf Arte.

## Kritik
„Mit sorgfältigem Blick für Details und natürlich mit Hilfe seiner vortrefflichen Darsteller inszeniert Broecker den drastischen Wandel der Beziehung. Plötzlich wirken Pauls Küsse beinahe spitzmündig; nun nimmt man auch wahr, wie er mit scheuem Seitenblick kontrolliert, ob Hannah ihm seine Lügen abkauft. Die wiederum reagiert anfangs fast masochistisch, schenkt Charlotte die eigentlich für sich und Paul gekauften Opernkarten und beobachtet das Paar beim umschlungenen Heimweg. Dann wieder hilft sie Charlotte, Pauls Lieblingsessen zu kochen, nur um ihm später am Abend das gleiche Mahl vorzusetzen; spätestens jetzt zeigt sich, wie schmal in dieser Geschichte der Grat zwischen Drama und Komödie ist.“

„Nuancierte, stark gespielte und kluge Krisenstudie mit stimmigen Details.“

## Trivia
Die Drehbuchautorin hat das Drehbuch unter dem Pseudonym Marie Funder mit fiktivem Lebenslauf und simuliertem E-Mail-Verkehr gegenüber dem NDR lanciert. Als Fernsehspielchefin des NDR beauftragte sie die Produktion. Nach Bekanntwerden dieser Drehbuchaffäre (mit weiteren Drehbüchern ihres Ehemannes unter anderem Pseudonym) wurde sie vom Landgericht Hamburg wegen Bestechlichkeit, Betrug und Untreue rechtskräftig verurteilt.